# 米凯布道
米凯布道，是匈牙利佩斯州所辖的一个村。总面积42.17平方公里，总人口713，人口密度16.9人/平方公里（2011年1月1日）。